# 丹後魚っ知館
丹後魚っ知館（たんごうおっちかん）は、京都府宮津市小田宿野にあった水族館。正式名称は宮津エネルギー研究所水族館（みやづエネルギーけんきゅうじょすいぞくかん）。

## 特色

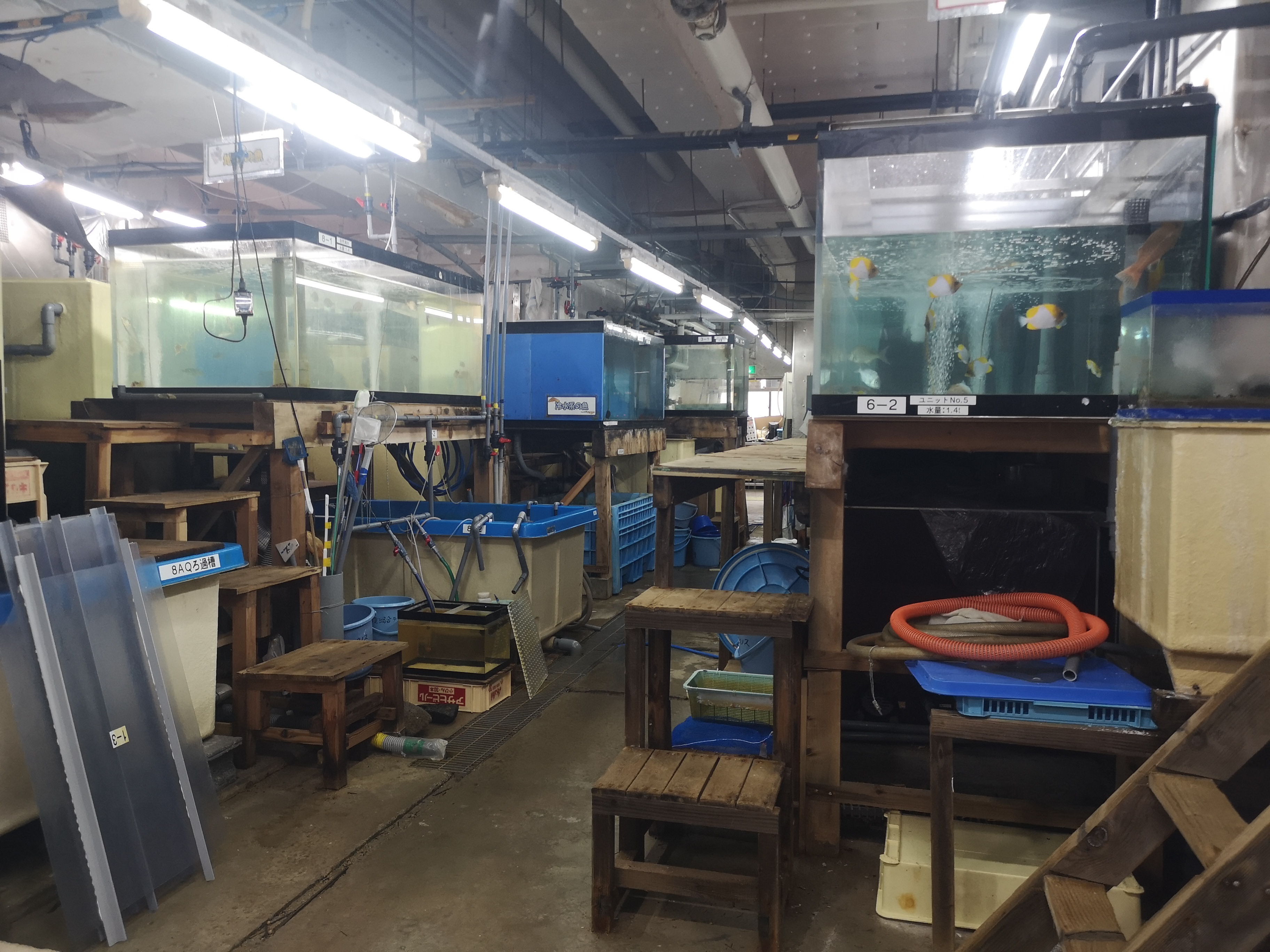
公開バックヤード

関西電力宮津エネルギー研究所敷地内にあり、関西電力のPR施設としてエネルギー知識の普及啓発施設を兼ねる。26種類の水槽で、約200種類・4000匹の丹後地方の海に生息している魚や、マゼランペンギン、ゴマフアザラシなどを飼育する。京都府立海洋センターや京都大学のフィールド科学教育研究センターの海域ステーション・舞鶴水産実験所の実習等、他機関の教育研究活動にも協力し、資料提供やバックヤードの公開を行ってきた。
イメージキャラクターは、ミノカサゴをモチーフにしたウォッチ君。魚の絵と漢字が描かれたカードゲーム「魚魚（とと）あわせ」（後述）開発のきっかけとなった水族館として知られている。

## 歴史

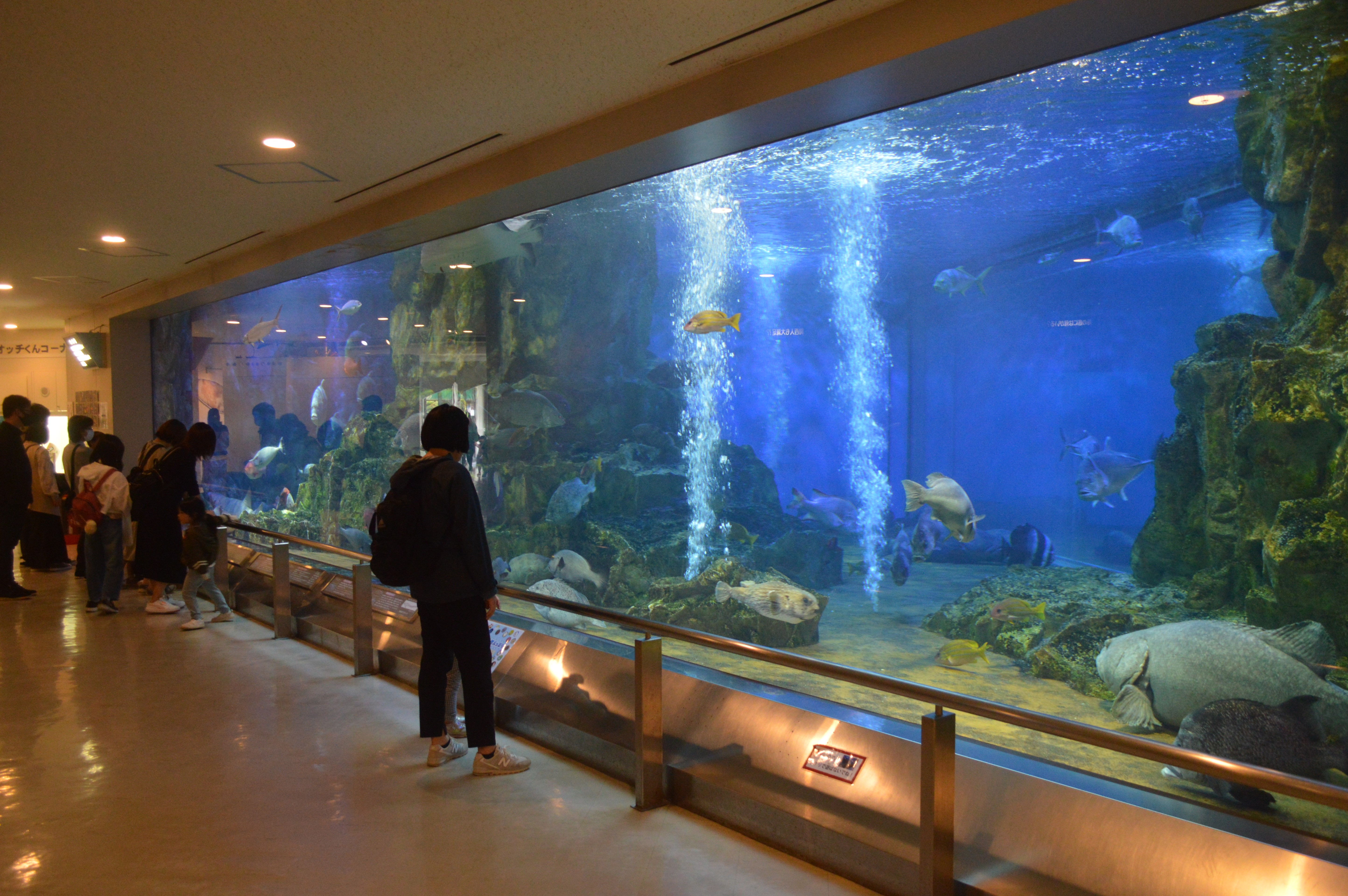
大水槽

1989年（平成元年）8月26日、水族館とPR施設の役割を併せ持つ宮津エネルギー研究所PR館として開館した。当時の京都府では唯一の本格的な水族館であった。同月には石油火力発電所の宮津エネルギー研究所も運転を開始している。飼育員がサンタクロース姿でエサやりをする季節イベントや、魚などの海の生物を直接手に触れて観察できる海水プールを備え、子どもにも人気の施設となった。夏祭りなど身近な催事の会場としても地域に根付く取組を行い、開館1周年で来館者数33万5,000人を記録した。
1990年（平成2年）4月1日には宮津エネルギー研究所水族館として日本動物園水族館協会に加盟した。3周年を前にした1992年（平成4年）8月20日には総入館者数が100万人を達成した。
1993年（平成5年）4月4日、917件寄せられた一般公募により施設の愛称が丹後魚っ知館に決定し、ミノカサゴをモチーフとしたマスコットキャラクター「うおっちくん」も誕生した。1994年（平成6年）12月1日には広尾海洋水族科学館から2頭のゴマフアザラシを借り受けたことで、1995年（平成7年）7月21日には屋外アザラシプールが完成し、同年には大水槽のリニューアル工事も行った。1996年（平成8年）1月18日と1月19日には宮津市で第40回水族館飼育技術者研究会を開催し、日本動物園水族館協会の総裁である秋篠宮文仁親王と文仁親王妃紀子も列席した。
2000年（平成12年）8月16日にはおたる水族館から2頭のゴマフアザラシを搬入し、2001年（平成13年）11月1日には玉野市立海洋博物館から1羽のマゼランペンギンを搬入した。1989年（平成元年）の開館から15年間は水族館の入場料が無料だったが、宮津エネルギー研究所の活動休止に伴い、2004年（平成16年）6月1日には水族館の入場料を有料とした。

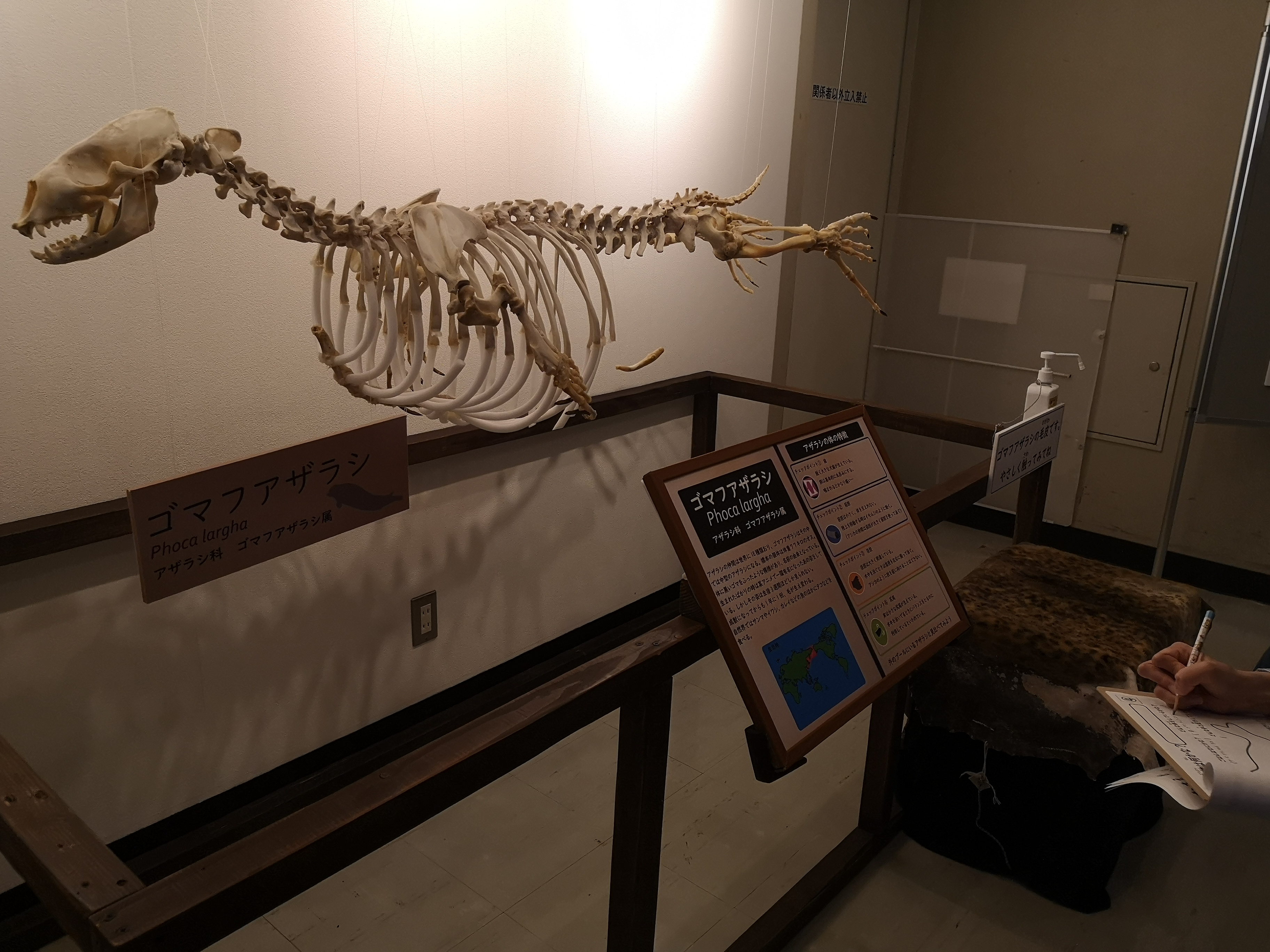
ゴマフアザラシの標本展示

2005年（平成17年）5月26日には1頭のゴマフアザラシをのとじま臨海公園水族館に搬出し、11月9日にはのとじま臨海公園水族館から1羽のマゼランペンギンを搬入した。2007年（平成19年）には宮津市民からキングペンギンの剥製を譲り受けてエントランスでの展示を開始した。2008年（平成20年）5月2日にも上越市立水族博物館から1羽のマゼランペンギンを搬入している。
2009年（平成21年）7月にはアザラシ・ペンギンプールの改修を行い、アザラシとペンギンが一緒に泳ぐ全国でも珍しいプールとなった。2010年（平成22年）4月25日には総入館者数が500万人を達成した。同年7月16日には上越市立水族博物館から2羽のマゼランペンギンを搬入した。2012年（平成24年）3月14日に京都市に京都水族館が開館するまでは京都府唯一の水族館だった。
2015年（平成27年）には地元漁師の定置網にかかったエビスザメの展示を開始したが、日本国内の水族館で飼育されている唯一の個体であるとして話題になった。2016年（平成28年）3月8日には国指定天然記念物のアユモドキの飼育を開始した。2018年（平成30年）4月には日本一の海獣を決める「ヒレアシ甲子園」が開催され、ゴマフアザラシのゴン太が「腹筋」を披露して近畿1位となった。同年6月27日にはふくしま海洋科学館から1頭のゴマフアザラシを搬入した。

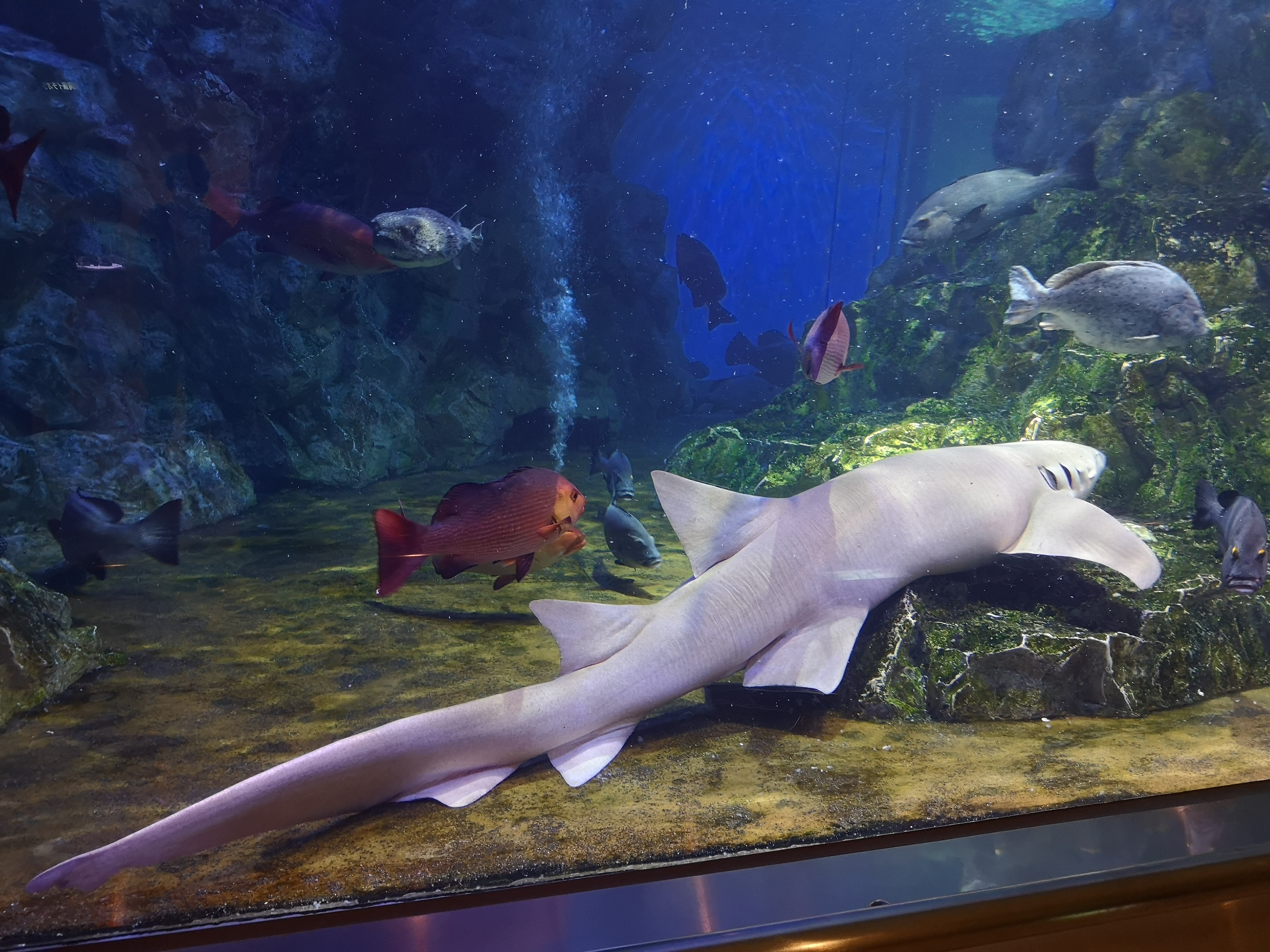
飼育最大魚オオテンジクザメ

2019年（令和元年）8月26日には開館30周年を迎え、その前の同年6月1日には「うおっち館バッジ」の販売を開始した。2020年（令和2年）以後に新型コロナウイルス感染症の世界的流行が起こると、2020年（令和2年）3月3日から6月30日、2021年（令和3年）4月25日から6月20日、2021年（令和3年）8月20日から9月30日に臨時休館した。2021年（令和3年）7月には公式Twitterアカウントを開設した。2022年（令和4年）6月1日には海遊館からオオテンジクザメを搬入したが、これは丹後魚っ知館の飼育生物において最大級の個体である。
関西電力が約20年もの長期停止状態にあった宮津エネルギー研究所の敷地の再整備を決定したため、隣接する「丹後魚っ知館」も2023年（令和5年）5月30日をもって閉館した。研究所を含む跡地の約43ヘクタールの敷地は、脱炭素などの先進技術を備えた企業誘致エリアとして2028年度をめどに再整備する方針が示されている。

## 施設
- 水族館

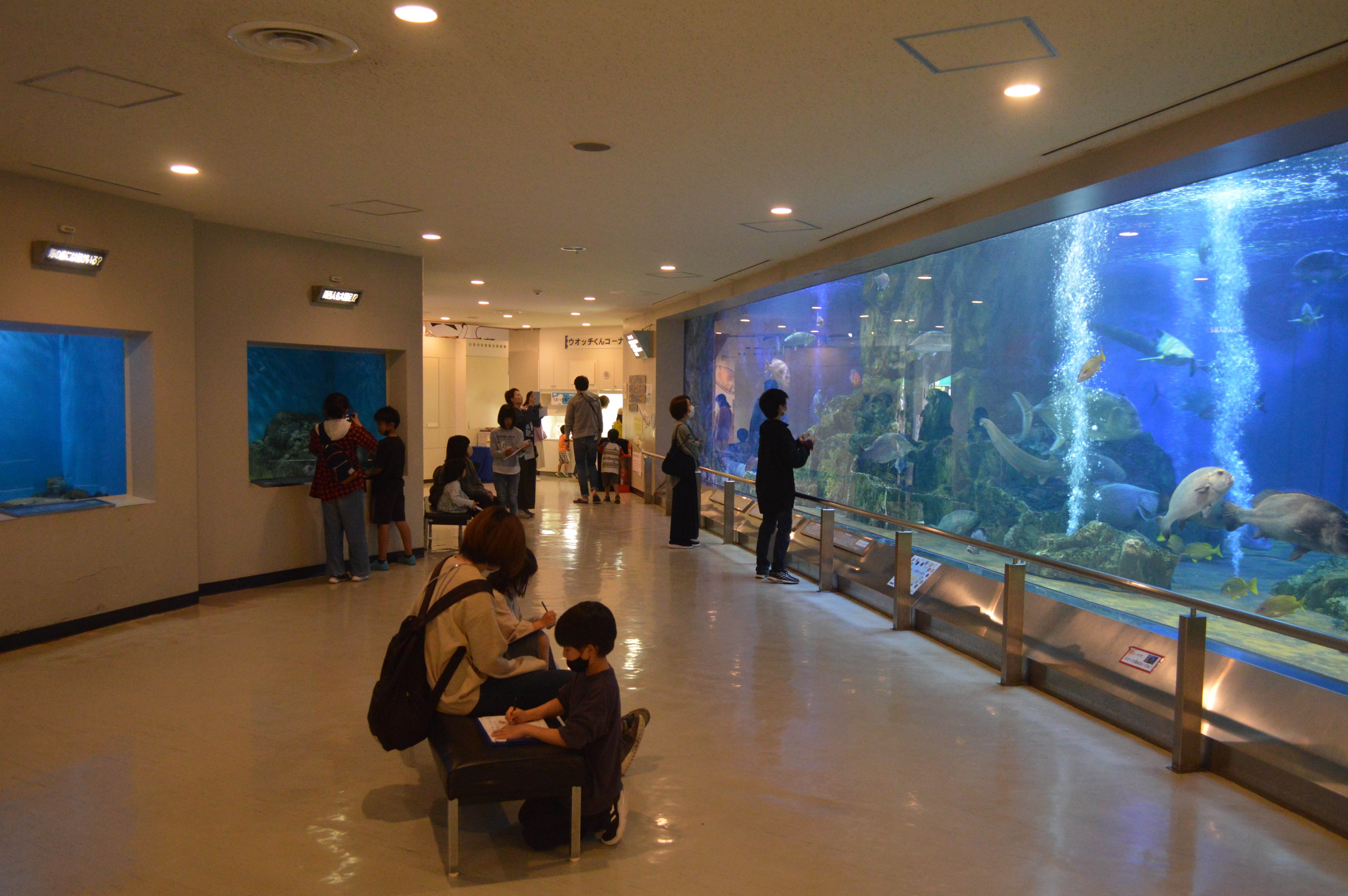
水族館

  - 有料。周辺海域に生息する魚等、約200種を見ることができる[2]。このうち館内最大の300トン水槽では、2021年12月時点で大型のマダラエイやタマカイなど35種約130匹を飼育する[3]。
- タッチングプール
  - 無料。魚やナマコに直接触れることができるタッチングプールのほか、手を入れることができるドクターフィッシュプールなどがある[13]。タッチングプールの大きさは公式ホームページによれば「日本最大級」。
- エネルギー展示室
  - 無料。エネルギーの勉強ができる。
- 魚っ知コーナー
  - 無料。エネルギー研究資料のほか、地域の特産品を紹介している。

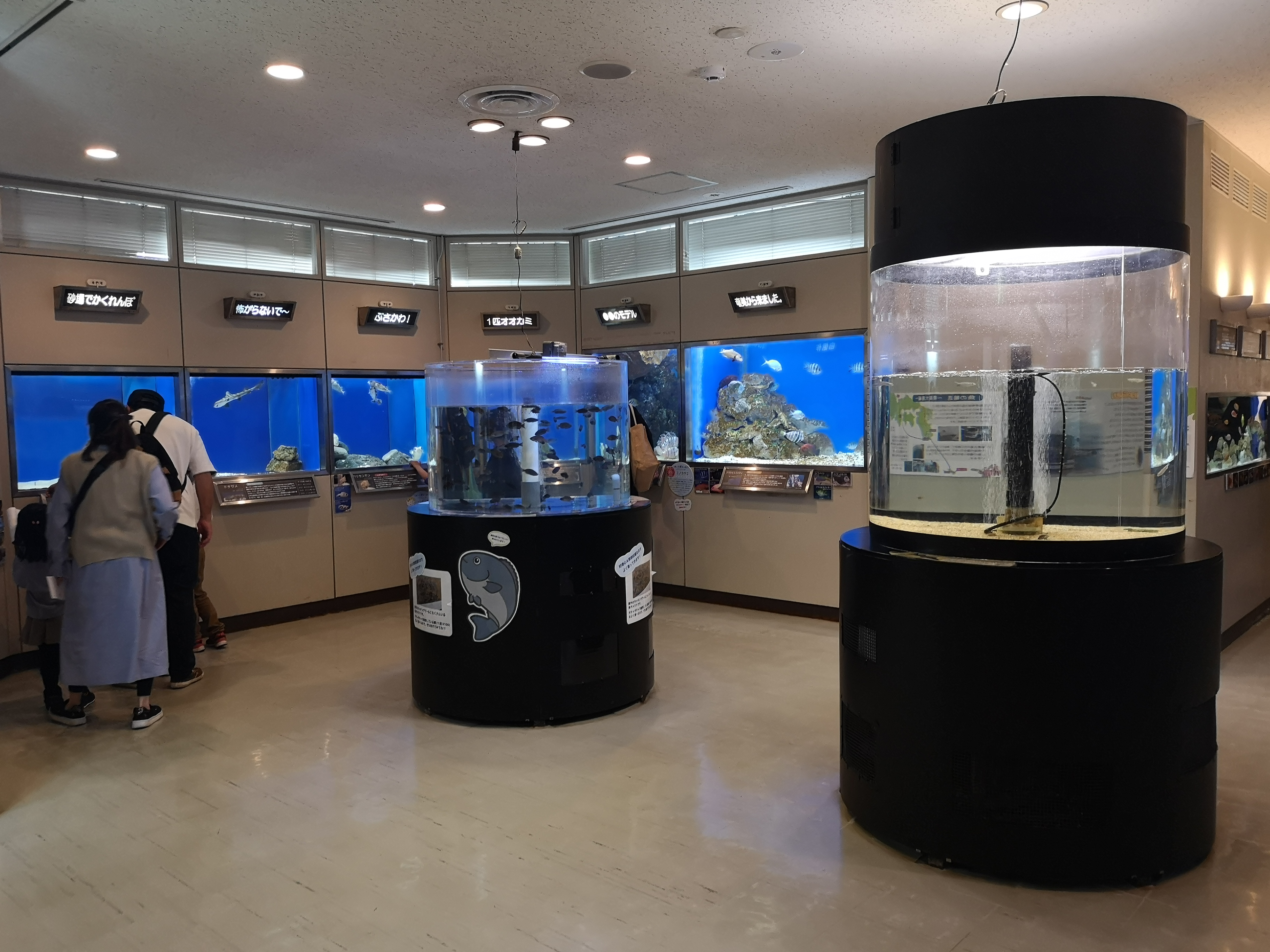
水族館館内
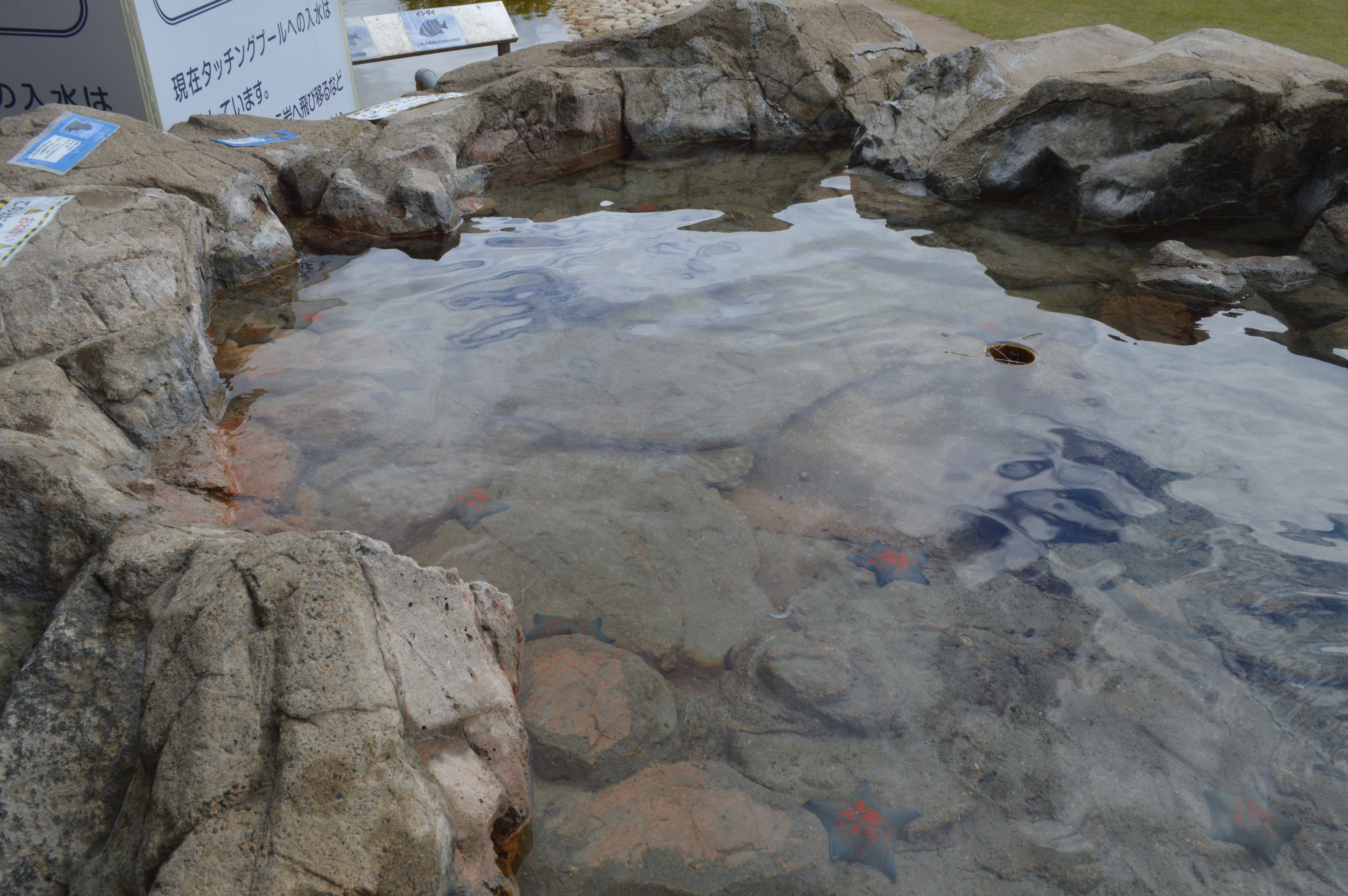
タッチングプール
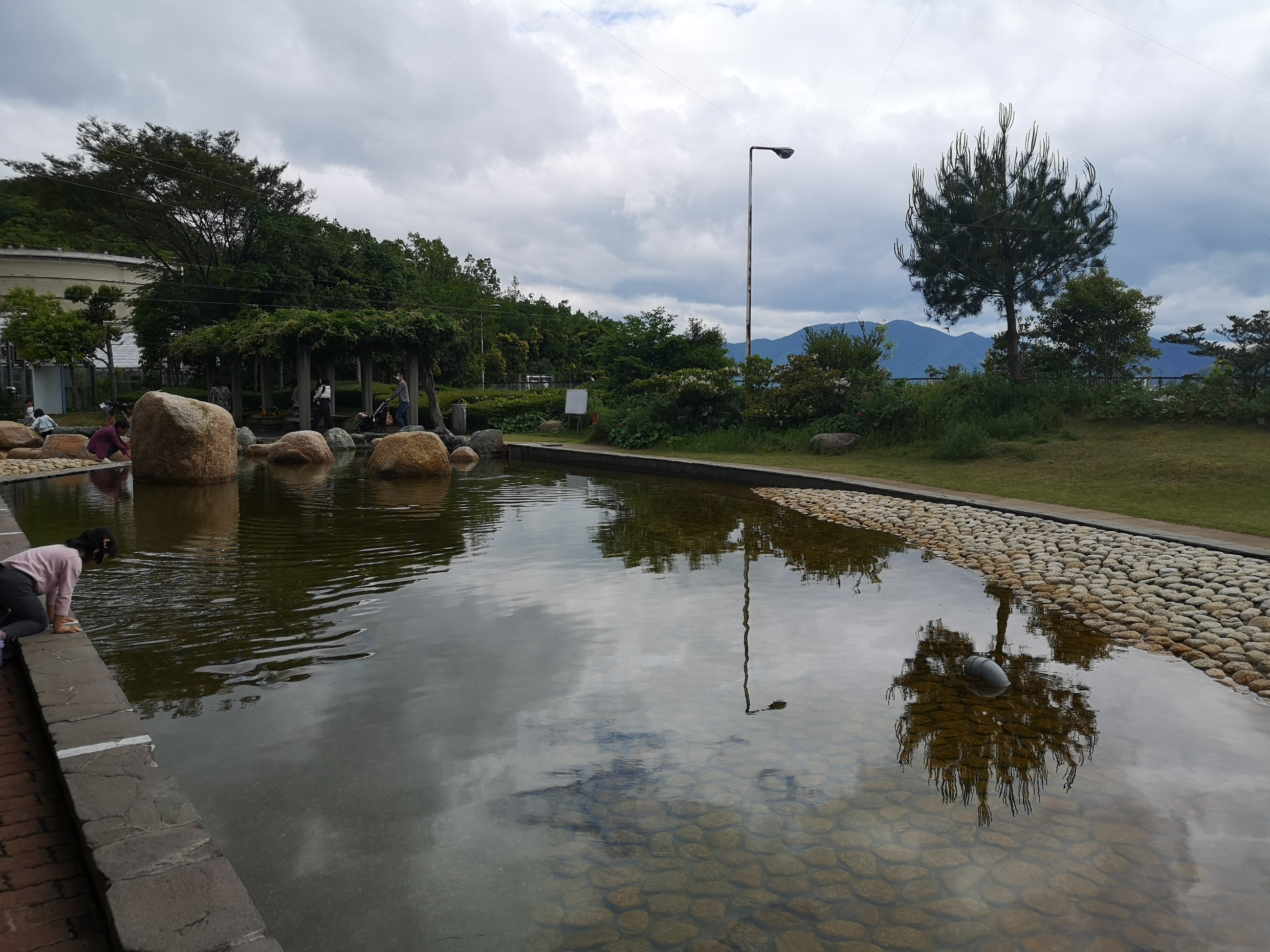
タッチングプール2
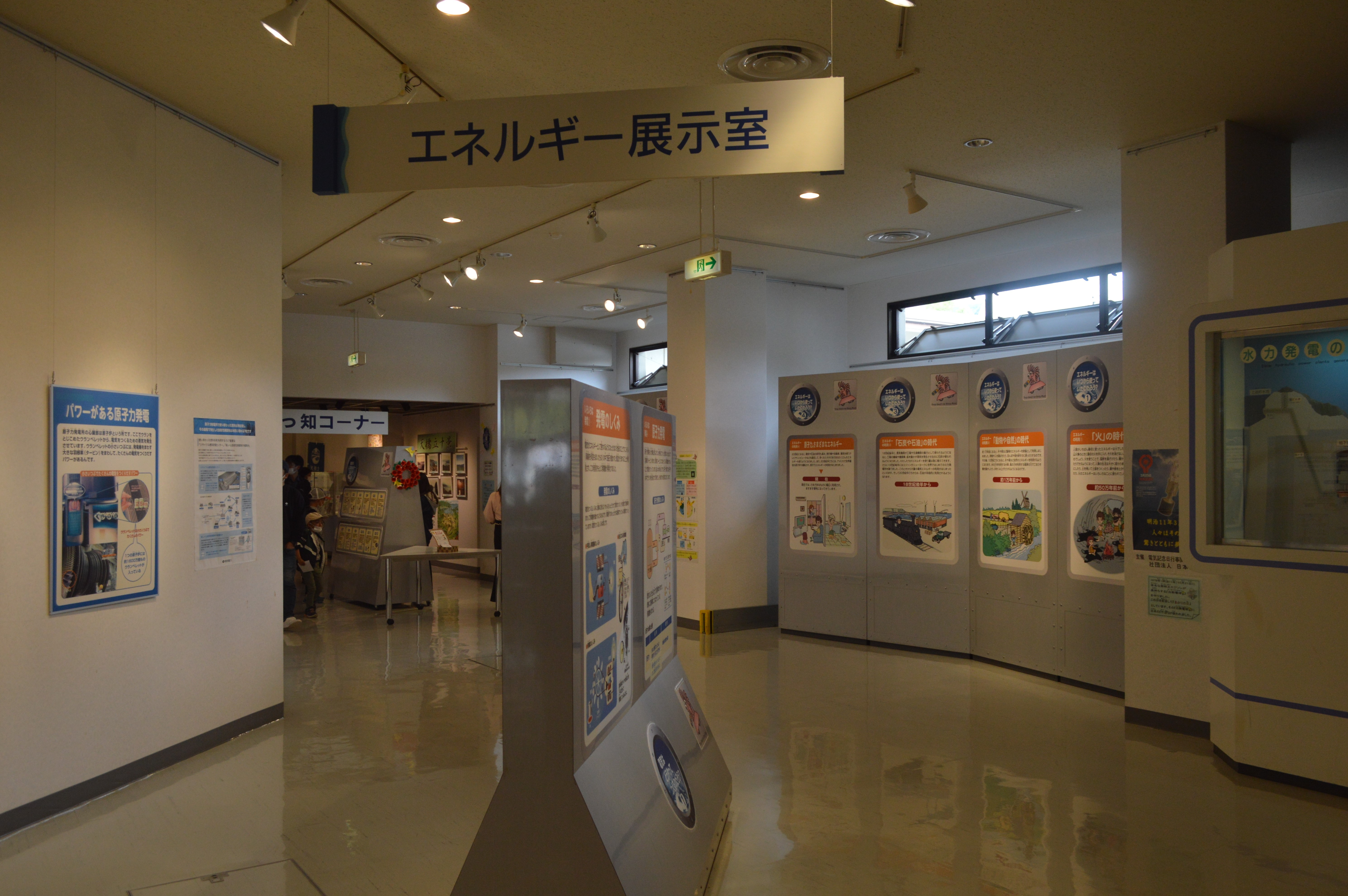
エネルギー展示室
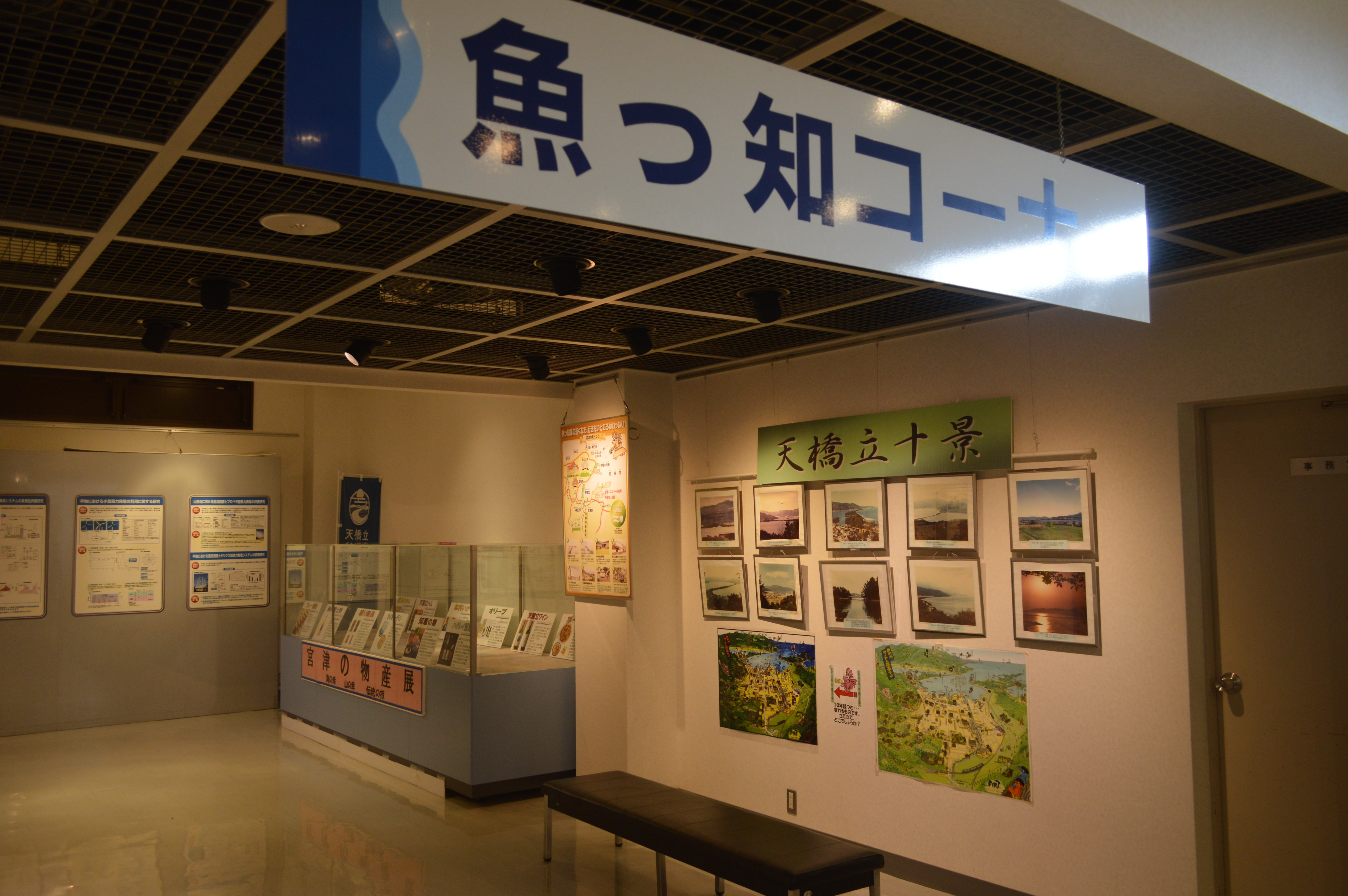
魚っ知コーナー

## 利用案内
- 開館時間
  - 9：00 - 17：00
- 休館日

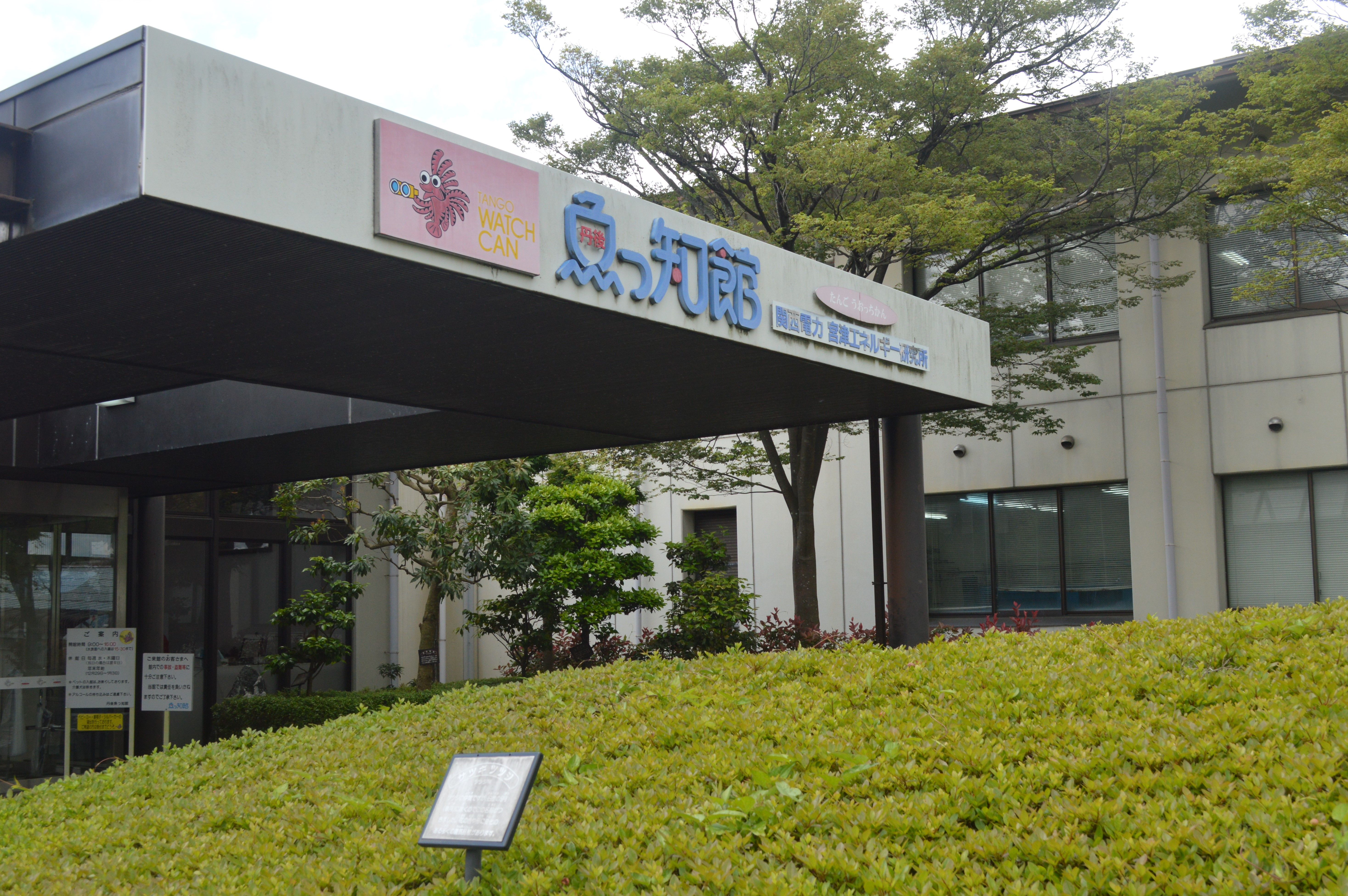
外観

  - 毎週水曜日・木曜日（祝祭日の場合は翌平日）、年末年始（12月29日 - 1月3日）
- 入館料
  - 水族館部分のみ有料（大人300円・小人150円）[14]

## 基礎情報
- 所在地
  - 京都府宮津市小田宿野1001
- アクセス
  - 京都丹後鉄道宮舞線栗田駅から約3 km
  - 京都縦貫自動車道宮津天橋立ICから車で約20分[14]

## 販売商品「魚魚（とと）あわせ」

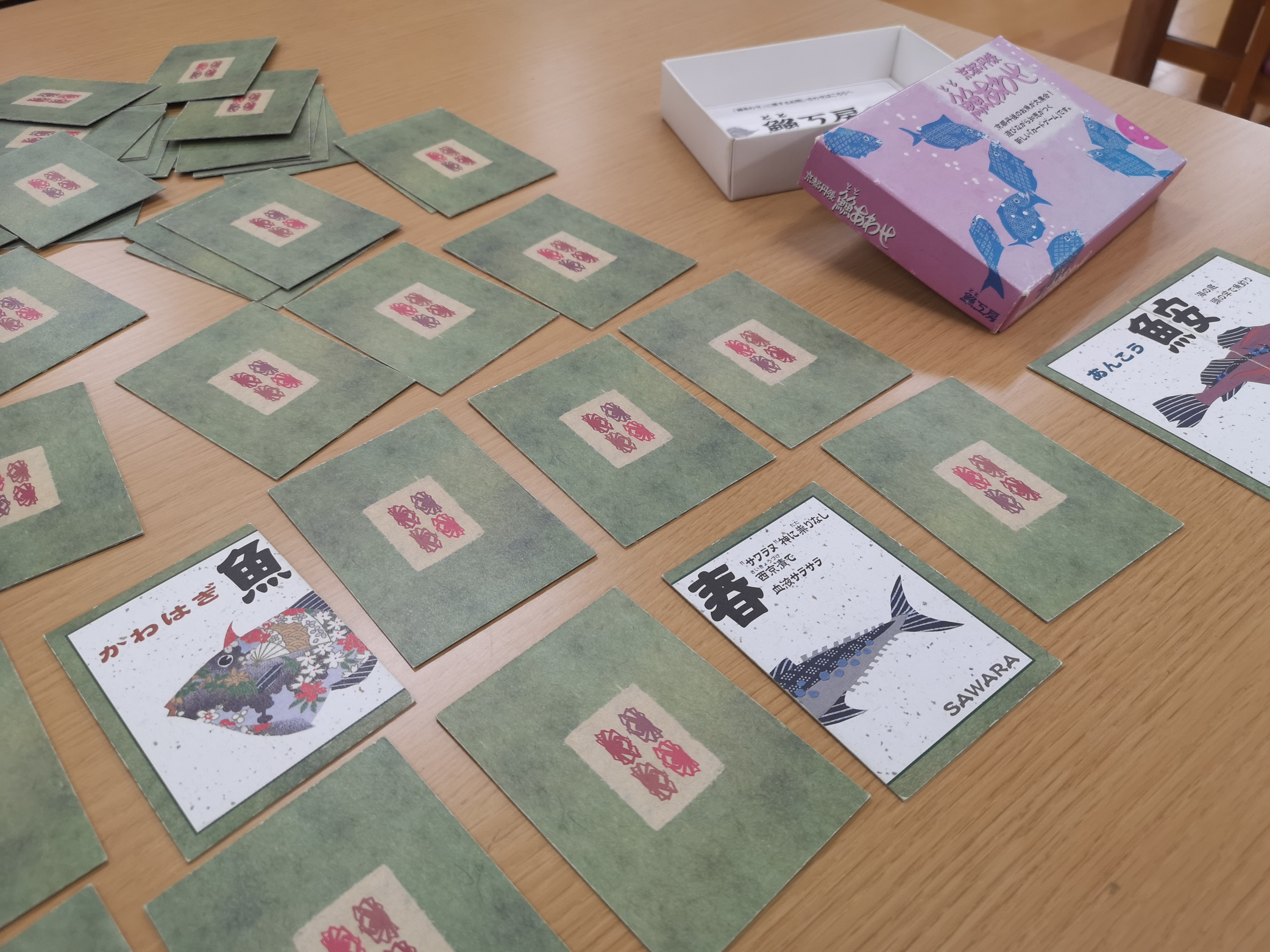
「ととあわせ」で遊ぶ様子

### 特徴
「魚魚（とと）あわせ」は、2003年（平成15年）、魚っ知館のアクアリウムショップにオリジナル商品が無かったことがひとつのきっかけとなり、水族館の飼育業務を受託していた大阪市に本社を置く環境・土木・建築の総合エンジニアリング企業の社員のなかから、魚介類の専門知識を活かして何か面白いものが出来ないかと考案されたカードゲームである。カード2枚につき1つの魚介類の切り絵と漢字があしらわれている。2枚を横に並べると、絵がつながり、偏（へん）と旁（つくり）に分けて書かれてある漢字もつながるようになっている。これにより、絵合わせや神経衰弱をして遊ぶことができる。また、2枚のうち片方にはその魚介に関する七五調の文章が書かれている。これを読み札、もう一方を取り札にすることで、かるたとして遊ぶこともできるようになっている。
当時、世間に流通していたカルタのデザインは、一般に札の裏面は無地等地味なデザインの単調なものが多かった。読み札や絵札の裏面でも遊ぶことができるよう考案された「魚魚（とと）あわせ」は、それまでにない画期的なアイデアの商品であり、この開発を機に製作メンバーで「魚魚工房（ととこうぼう）」が立ち上げられ、以後、各地のご当地おさかなカルタを制作していくこととなる。魚種には各地の特徴的な魚を採用して基本的な魚の形や特徴を紹介しながら、読み札の文には、伝統料理やその土地の地名を取り混ぜて郷土色を強めた。
切り絵は、京都府立海洋センターの元所長で、魚っ知館に当時勤めていた篠田正俊（1939年生-2006年没）によるもの。第1弾「京都丹後版」では実際の姿に忠実な切り絵だったが、もっとカラフルな物をとの購入者からの声を受け、以降はそれぞれの魚が持つ雰囲気を保ちつつも千代紙や色紙を用いた切り絵となった。

### 種類
第1弾の「魚魚（とと）あわせ」は、魚っ知館がある京都府北部地域の丹後地方の魚介類を取り上げたもので、2003年3月20日に発売し、以降は各地方の魚介類を取り上げている。また、第8弾では英語版を、第12弾では日本全国の魚介を取り上げた「日本津々浦々版」を作った。現在までに以下の「魚魚（とと）あわせ」が作られている。
1. 京都丹後版
2. 越前若狭版
3. 越中富山版
4. 加賀・能登版
5. 山陰但馬・城崎温泉版
6. 隠岐・出雲・石見（島根）版
7. 紀州和歌山版
8. Sushi Bar
9. 瀬戸内版
10. 江戸前版
11. 琵琶湖・淀川水系版
12. 日本津々浦々（全国）版

### 評価
「魚魚（とと）あわせ」は、2005年度のグッドデザイン賞を受賞している。2006年には日本グッド・トイ委員会によりグッド・トイに選定されている。また、全国観光土産品連盟による全国推奨観光土産品審査会において、「魚魚（とと）あわせ」が第45回（2004年度）の審査会にて入賞し、「江戸前版」が第47回（2006年度）の審査会にて入賞した。
高評価を受けてメディアでも多数紹介されており、雑誌では湊文社の月刊「アクアネット 2016年1月号」や小学館の月刊誌「DIME（ダイム）2019年4月号」、朝日新聞社の「AERA with Kids あの人の子育てがすごい！（2015年11月14日発売号）」、ファミリーマガジン「momo vol.22」（2020年12月5日発売）等に掲載。テレビではBSフジテレビ「モノコト駄菓子屋」（2008年5月7,14日放送）や広島ホームテレビの安眠サプリ開発バラエティ『デルゲーツ』（2016年3月7日放送）などで紹介されている。